# Sanã-amarela
Sanã-amarela ou franga-d'água-de-peito-amarelo (Laterallus flaviventer) é uma espécie de ave da família Rallidae. Pode ser encontrada na América Central e na América do Sul. Seu habitat natural são pântanos. Possui pernas amarelas, plumas amareladas, barras pretas nos flancos e costas com listras escuras e uma coroa preta.
As análises filogenéticas do DNA mitocondrial revelaram que não faz parte do gênero Porzana e, em vez disso, pertence ao clado Coturnicops-Laterallus. Embora suas relações precisas ainda sejam insuficientemente resolvidas, não está intimamente relacionada com Micropygia.

## Taxonomia
A sanã-amarela foi descrita pela primeira vez pelo polímata francês Georges-Louis Leclerc, Comte de Buffon em 1781 em sua publicação Histoire Naturelle des Oiseaux. Também foi ilustrado em uma placa colorida à mão gravada por François-Nicolas Martinet nos Planches Enluminées D'Histoire Naturelle, que foi produzida sob a supervisão de Edme-Louis Daubenton para acompanhar o texto de Buffon. Nem a legenda da placa nem a descrição de Buffon incluíam um nome científico, mas em 1783 o naturalista holandês Pieter Boddaert cunhou o nome binomial Rallus flaviventer em seu catálogo dos Planches Enluminées. Atualmente é colocada no gênero Laterallus, que foi erigido pelo ornitólogo inglês George Robert Gray em 1855.
A espécie às vezes é inserida no gênero monotípico Hapalocrex.
Cinco subespécies são reconhecidas:
- L. f. gossii (Bonaparte, 1856) – Cuba e Jamaica;
- L. f. hendersoni Bartsch, 1917 – Porto Rico;
- L. f. woodi van Rossem, 1934 – centro do México a noroeste da Costa Rica;
- L. f. bangsi Darlington, 1931 – norte da Colômbia;
- L. f. flaviventer (Boddaert, 1783) – Panamá às Guianas, ao sul através do Brasil e ao norte da Argentina.

## Distribuição
Pode ser encontrada nos seguintes países: Argentina, Belize, Bolívia, Brasil, Ilhas Caymans, Colômbia, Costa Rica, Cuba, República Dominicana, El Salvador, Guiana Francesa, Guatemala, Guiana, Haiti, Jamaica, México, Nicarágua, Panamá, Paraguai, Porto Rico, Suriname, Trinidad e Tobago, Uruguai, Venezuela, as Ilhas Virgens Americanas e possivelmente em Equador.

## Conservação
Em 2016, a União Internacional para a Conservação da Natureza (IUCN) a considerou uma "espécie pouco preocupante". A IUCN avaliou que o alcance da espécie era extremamente grande e que, embora não se sabe sobre sua tendência populacional, não se acredita que sua população esteja diminuindo.